# سوتلا دیمیتروا
سِوِتلا اِستفانُوا دیمیترُوا Svetla Stefanova Dimitrova (بلغاری: Светла Стефанова Димитрова) (زادهٔ ۲۷ ژانویه ۱۹۷۰ در بورگاس) ورزشکار زن بلغاری بود که نخست در مسابقات هفت‌گانه شرکت می‌کرد و بعداً به شکل تخصصی به دوی ۱۰۰ متر با مانع پرداخت. او ۴ بار در سالهای ۱۹۸۸ تا ۲۰۰۰ در المپیک تابستانی نمایندهٔ کشورش بود. بهترین مقام او در المپیک، پنجمیِ رشتهٔ هفت‌گانه در بازیهای المپیک ۱۹۹۲ بارسلونا بود.